# إيميليا بروبي
إيميليا بروبي (بالإنجليزية: Emelia Brobbey)‏، هي مُمثلة وموسيقية غانية.

## روابط خارجية
إيميليا بروبي على موقع IMDb (الإنجليزية)